# Torsmyran
Torsmyran este o arie protejată (arie specială de conservare — SAC, sit de importanță comunitară — SCI) din Suedia întinsă pe o suprafață de 833,9 ha, integral pe uscat.

## Localizare
Centrul sitului Torsmyran este situat la coordonatele 63°36′14″N 19°36′10″E / 63.6038°N 19.6028°E.

## Înființare
Situl Torsmyran a fost declarat sit de importanță comunitară în iunie 2001 pentru a proteja un număr necunoscut de specii din flora spontană și fauna sălbatică aflate în arealul zonei. Situl a fost protejat și ca arie specială de conservare în martie 2011.

## Biodiversitate
Situată în ecoregiunea boreală, aria protejată conține 3 habitate naturale: Turbării Aapa, Taiga vestică, Lacuri și iazuri distrofice naturale.
La baza desemnării sitului se află un număr nedeclarat de specii protejate.